# Jean-Pierre Igoux
Jean-Pierre Igoux est un scénariste et réalisateur français de longs métrages, de téléfilms, de séries, de documentaires et metteur en scène de théâtre et de spectacles.. D'abord comédien, après des études à l'ENSATT de la rue Blanche à Paris , il joue de nombreux rôles au Théâtre des Flandres, au Centre National du Nord et en tournées. En interprétant un personnage secondaire dans un film de Claude Autant-Lara, il découvre la caméra et abandonne le métier de comédien pour devenir assistant-réalisateur. Après avoir été stagiaire, second, puis 1er assistant sur des films publicitaires, entre autres de Jean-Jacques Annaud, le producteur Tony Blum lui confie la réalisation de son premier spot. Le film obtient une récompense à New-York. Il réalise ensuite une soixantaine de pubs avant de tourner "La Derelitta", son premier long-métrage co-écrit avec Vera Feyder. Depuis 1997, il se consacre à la télévision et à la mise en scène de théâtre ou de spectacles. 

## Long métrage cinéma
- 1983: La Derelitta, d'après le roman de Vera Feyder (Prix Rossel). Scénario Vera Feyder et Jean-Pierre Igoux. Réalisation Jean-Pierre Igoux. Avec Bulle Ogier, Jean-François Balmer, Daniel Olbrychski. Sélection festival du monde de Montréal, festival de Cabourg, Perspectives Cannes. (Productions : Ursus Films / France 3. Distribution : Forum distribution)

## Télévision

### Scénariste
- 2021 Cette mort dont tu rêvais, 90 min - (Neyrac Films - Jean-Baptiste Neyrac)
- 2019 Le mariage de Malaya, 90 min - (Astharté films -Sophie Deloche)
- 2013 : Super Lola (90 min) de Régis Musset, coécrit avec Saïda Jawad (Romarin films - Saïda Jawad - et Mon Voisin productions - Dominique Besnehard)
- 1999 : Mélissol (série télévisée)
  - Mélissol (90 min), épisode pilote La Déchirure, coécrit avec Daniel Ravoux (BFC Productions - Françoise Castro)
  - Lynchage - série Mélissol (52 min), coécrit avec Daniel Ravoux (BFC Productions- Françoise Castro)
  - Un braquage de trop (52 min), coécrit avec Daniel Ravoux (BFC Productions - Françoise Castro)
  - Le nettoyeur - série Mélissol (52 min), coécrit avec Daniel Ravoux (BFC Productions - Françoise Castro)
- 2005 : Retiens-moi (90 min), coécrit avec Louis Feyrabend (BFC Productions - Françoise Castro)
- 2003 : L'Affaire Martial (90 min) (BFC Productions- Françoise Castro)
- 2000: Au cœur de la vie (90min) coécrit avec Daniel Ravoux (BFC Productions-Françoise Castro)
- 1998 : Chez ma tante (90 min) de Daniel Ravoux, coécrit avec Daniel Ravoux (BFC Productions - Françoise Castro)
- 1997 : Docteur Sylvestre (90 min), épisode Une retraite dorée, coécrit avec Daniel Ravoux (Alya Productions - Laurence Bachman)

### Réalisateur
- 1999 : Mélissol (série télévisée)
  - Mélissol, épisode pilote La déchirure (90 min) (BFC Productions - Françoise Castro)
  - Lynchage - série Mélissol (52 min) (BFC Productions - Françoise Castro)
  - Un braquage de trop - série Mélissol (52 min) (BFC Productions - Françoise Castro)
  - Le nettoyeur - série Mélissol (52 min) (BFC Productions - Françoise Castro)
  - Mauvaise foi - série Mélissol (52 min), scénario Alain Étévé, Frédérique Fall (BFC Productions - Françoise Castro)
  - La maison sans toit - série Mélissol (52 min), scénario JL Horwitz, Michel Modo (BFC Productions - Françoise Castro)
  - Paranoïa - série Mélissol (52 min), scénario André Cortines, Étienne Mortini (BFC Productions - Françoise Castro)
- 2005 : Retiens-moi (90 min) (BFC Productions - Françoise Castro)
- 2004 - 2007 : Plus belle la vie, coréalisateur de 200 épisodes (Telfrance / Rendez-vous Productions)
- 2003 : L'Affaire Martial (90 min) (BFC Productions - Françoise Castro)
- 2003 : Un mauvais médecin - série Action Justice (90 min), scénario Louis Bériot, Jacques Nahum (MIP Productions - Jacques Nahum)

## Documentaires
Auteur et réalisateur :
- Le Temps des saumons (52 min), prix du Film d'environnement (Productions Sodel/ Gédéon)
- La Route du rhum (52 min) (Transcontinental Productions - Alain Pancrazi)
- Pédophilie au féminin : le tabou  (52 min) coécrit avec Anne Poiret (BFC Productions - Françoise Castro)
- Ton mari sera ton maître (52 min) Sujet : les mariages forcés en France (BFC Productions - Françoise Castro)

## Clip

### Scénariste et Réalisateur
- Donnons nous enfin la parole - Chanson de Méline pour l'association AIVI (Neyrac Films - Jean-Baptiste Neyrac)

## Films publicitaires

### Réalisateur
- Une soixantaine de spots pour les agences Havas, Mac Cann, RSCG, Grey... avec des prix au club des directeurs artistiques français, au festival de Cannes  et un prix au festival de New-York.

## Théâtre et Spectacles

### Metteur en scène
La Planque - auteur Marc Moro - Théâtre Le Palais des glaces - Paris 
La Déposition - auteur Hélène Pedneaault  co mis en scène avec Franck Adrien - Théâtre du Tambour Royal - Lyon
Louis Cartier - spectacle théâtral sur les amours du célèbre bijoutier - présenté en tournée dans 40 villes européennes et interprété en 5 langues.
O' Bains - spectacle donné dans le cadre des 700 ans de la création de la principauté de Monaco. Théâtre du Sporting-club de Monte-Carlo
Le Dispatcher - Spectacle théâtral et audiovisuel (mille représentations)  - Musée de la Villette - Paris 
L'appel du 2 juin - réunion spectacle pour la défense de la télévision de service public (avec de la musique classique, du jazz, des ballets, de la variété, de la poésie, des philosophes, des scientifiques des politiques...) Théâtre des folies Bergères, puis Théâtre du Châtelet - Paris

### Mise en lecture
Les terrasses sur le Lot - auteur Louis Feyrabend - Théâtre du Petit Saint-Martin  - Paris
37 ans - auteur Antoine Herbez - Théâtre Le Lucernaire - Paris